# نتيرفت
نتيرفت قرية مغربية تقع على ضفة المحيط الأطلسي، شمال مدينة الداخلة. إدارياً، تنتمي نتيرفت إلى جماعة العركوب في إقليم وادي الذهب التابع لجهة الداخلة وادي الذهب.

## الموقع الجغرافي
تقع نتيرفت على الطريق الوطنية رقم 1، في الجزء الرابط بين مدينتي بوجدور والداخلة، على بعد 68 كيلومترا شمال الداخلة.

## النشأة
تم إنشاء قرية نتيرفت سنة 2005 في إطار برنامج تنموي لوزارة الفلاحة والصيد البحري، يهدف إلى إنشاء قرى الصيادين ونقط تفريغ مجهزة على امتداد الساحل المغربي، من أجل تعزيز قطاع الصيد البحري وإنعاش الصيد التقليدي وهي واحدة من القرى العشرة المنشأة في المناطق الجنوبية (جهة العيون الساقية الحمراء وجهة الداخلة وادي الذهب).